# Suez
SUEZ — ранее существовавшая франко-бельгийская коммунальная, газовая и энергетическая компания, одна из крупнейших в Европе. Прекратила свою деятельность 22 июля 2008 года в результате слияния с компанией Gaz de France, образовав компанию GDF Suez. Штаб-квартира находилась в Париже.

## История
Основана в 1822 году под названием Société Générale Belgique. За почти двухвековую историю компания прошла большой путь. Профиль менялся от управления Суэцким каналом, производства трамваев и автомобилей до коммунальных услуг, электроэнергетики и газоснабжения.
1858 Compagnie Universelle du Canal Maritime de Suez
1880 Société Lyonnaise des Eaux et de l'Éclairage
1895 Compagnie Mutuelle de Tramways
1919 Société Industrielle des Transports Automobiles
1997 слияние SUEZ\Lyonnaise des Eaux
Структура компании до слияния с Gaz de France — результат слияния в 1997 году компаний Compagnie de Suez и Lyonnaise des Eaux.

### Слияние
В начале 2006 года SUEZ объявила о готовящемся слиянии с Gaz de France. Европейские антимонопольные органы готовы были одобрить данную сделку лишь при условии продажи компаниями части своих активов.
3 сентября 2007 года компании «Gaz de France» и «Suez» объявили о своём объединении в компанию под названием «GDF Suez». Также компании объявили о готовности выполнить требования антимонопольного ведомства и продать 65 % гидроактивов компании «Suez» путём их размещения на фондовом рынке.

## Собственники и руководство
74,5 % акций компании находилось в свободном обращении. Председатель совета директоров и главный управляющий компании — Жерар Местрале.

## Деятельность
Общие электрогенерирующие мощности SUEZ составляли около 58 000 МВт.
Численность персонала — 166,7 тыс. человек в 2004 году, 157 тыс. человек в 2007 году. Выручка компании в 2005 году — 41,5 млрд евро, чистая прибыль — 2,5 млрд евро.